# 10051 Albee
10051 Albee è un asteroide areosecante. Scoperto nel 1987, presenta un'orbita caratterizzata da un semiasse maggiore pari a 2,2916776 au e da un'eccentricità di 0,3447104, inclinata di 21,85477° rispetto all'eclittica.
L'asteroide è dedicato ad Arden L. Albee, geologo e planetologo statunitense, figura primaria di numerose missioni su Marte.